# Семейка монстров (телесериал)
«Семейка монстров» (англ. The Munsters) — американский телевизионный ситком с изображением домашней жизни семьи добрых монстров, транслировавшийся в 1964—1966 годах.
Фамилия предположительно происходит от сочетания слов "весёлые (fun)" и "монстры (monsters)".

## Сюжет
Приключения жутковатой, но добродушной семьи Манстров. Глава семьи Герман — полный аналог франкенштейновского монстра, его жена Лили и тесть Трансильванский Граф Дракула, которого все зовут просто Дедуля, — вампиры, а сын Эдди — оборотень. Но не без «гадкого утёнка» в семье — племянница Мэрилин, самая обычная девушка.

## История создания

#### Разработка
Идея о создании семьи смешных монстров была в первые предложена Universal Studios в конце 1940-х годов аниматором Бобом Кампеттом, который хотел сделать мультсериал. Но проект не был развит до начала 1960-х годов, когда похожая идея была подана Universal Studios сценаристами Алланом Бернсом и Крисом Хейвордом. Предложение было позже передано сценаристам Норману Либману и Эдду Хаасу, которые написали сценарий пилотного эпизода под названием «Люби своего монстра» (англ. Love Thy Monster). На протяжении некоторого времени одни руководители считали, что это должен быть мультфильм, а другие, что это должен быть сериал с живыми актёрами. В итоге MCA Television сняли пилотный эпизод сериала по заказу CBS.

#### Съёмка
Сериал первоначально собирались сделать цветным, но студия решила не платить за раскрашивание серий и оставить его чёрно-белым, чтобы сэкономить деньги для других шоу. Пилотный эпизод имел несколько отличий от последующих серий, помимо того что он был цветным, жену Германа звали Фиби, а её роль исполняла актриса Джоан Маршал. Но так как она была внешне похожа на Мортишу Аддамс — актрису заменили на Ивонн Де Карло. Также роль Эдди должен был исполнять Билл Муми, но его родители не одобрили то большое количество макияжа которое хотели использовать для его персонажа. Поэтому ему пришлось отказаться от роли. Однако Билл появился в серии: «Вернись, маленькая Гуги» (англ. Come Back, Little Googie). В пилотном эпизоде вместо него роль исполнил Нэйт Дермен (в титрах Хэппи Дермен), характер его персонажа отличался агрессивностью, от чего позже пришлось отказаться и заменить актера. Во всех последующих сериях роль Эдди исполнял Буч Патрик.